# Bosco
(Bernardo di Chiaravalle, Epistola 106 n.2)

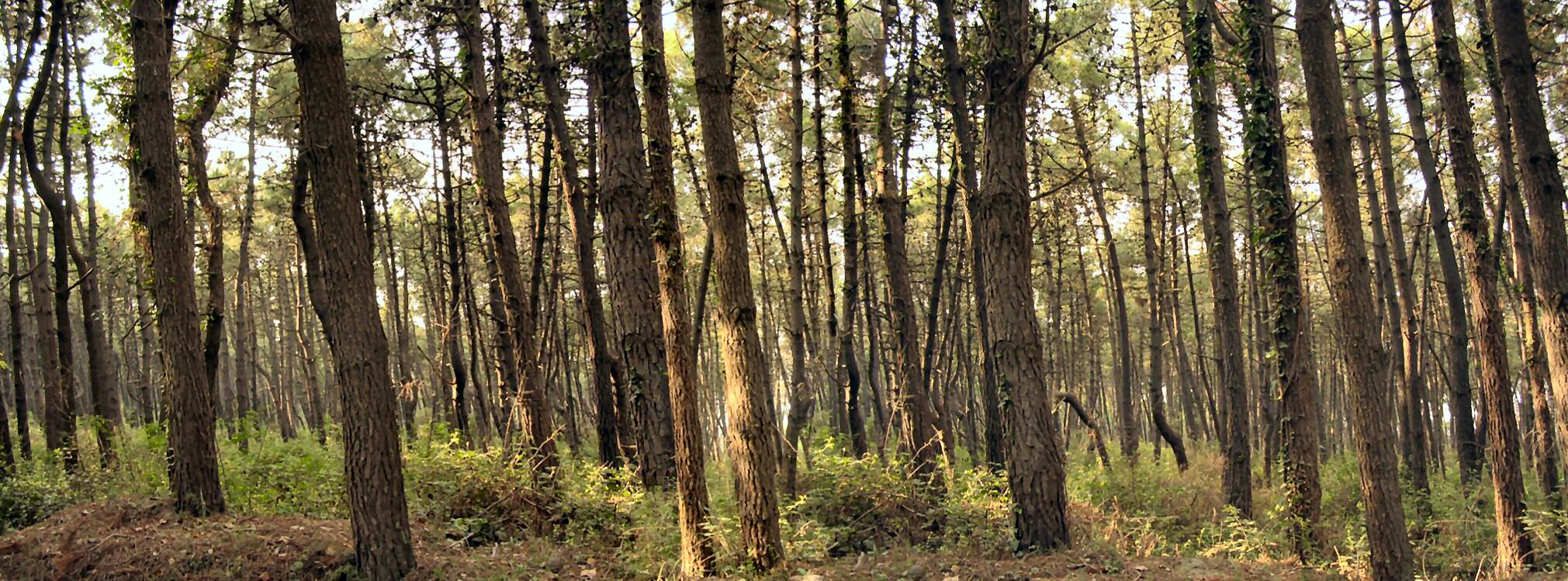
Pineta di pini marittimi

Il bosco (o selva) è un'area di superficie terrestre con estensione minima di 0,2 ettari, formata da un'associazione vegetale di alberi selvatici di alto fusto e di arbusti ed erbe che costituiscono il sottobosco. Quando un bosco è caratterizzato da superficie e densità maggiori, si parla più propriamente di foresta, nonostante a livello legale e normativo i termini bosco, foresta e selva siano equiparati.
Si distinguono vari tipi di bosco a seconda di alcuni fattori quali: 
- la natura delle piante che lo costituiscono (di querce, di faggi...);
- il numero delle specie che lo costituiscono (puri o misti);
- l'origine (naturali o artificiali);
- la struttura (fustaie o cedui).

## Definizioni

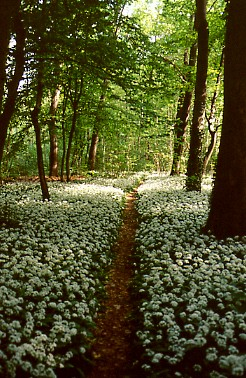
Bosco (Parco di Monza - Italia)

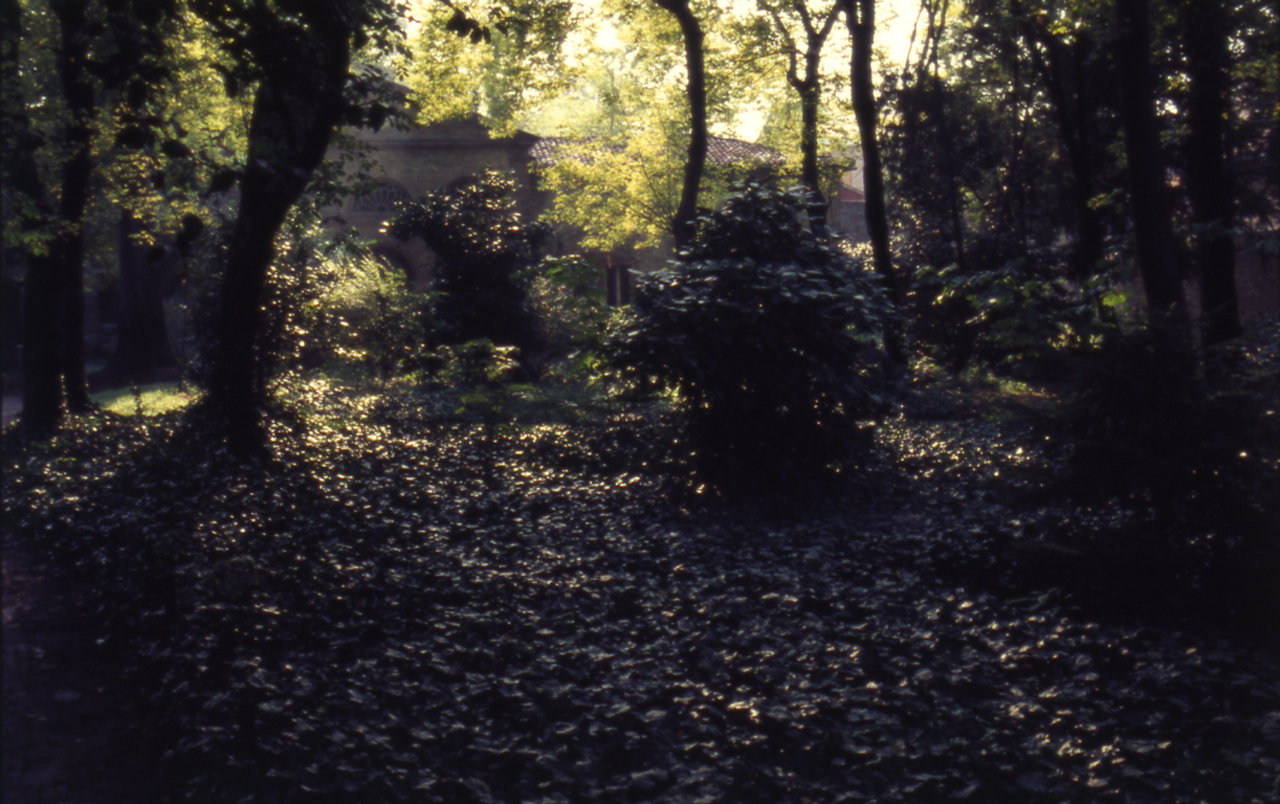
Un bosco in una foto d'autore di Paolo Monti. Fondo Paolo Monti, BEIC

La legge italiana, nel Testo Unico in Materia di Foreste e Filiere Forestali (TUFF), differenzia un bosco da un'alberatura, un frutteto o da simili piantagioni, nei seguenti termini: un bosco, per essere tale, deve avere un'estensione minima di 2.000 m², con altezza media degli alberi di almeno di 5 m, una percentuale di copertura del suolo di almeno il 20% nonché una larghezza minima di almeno 20 m.
In ossequio all'articolo 117 della Costituzione, ogni regione ha disciplinato, con l'adozione di leggi e regolamenti forestali, la questione in modo differente, anche se i parametri sono analoghi a quelli sopra esposti. I boschi sfruttati dall'uomo possono essere distinti in cedui e fustaie:
- ceduo è un bosco tagliato periodicamente (di solito ogni 10/30 anni), che a seguito del taglio si rigenera grazie all'emissione di polloni, cioè di ricacci dalla ceppaia. Il bosco ceduo perciò si rigenera prevalentemente per via vegetativa o agamica;
- fustaia (o "bosco d'alto fusto") è un bosco in cui gli alberi si lasciano crescere fino alla maturità. I tagli si eseguono quindi ad intervalli di almeno 40/100 anni e in modo tale che il bosco stesso si rinnovi attraverso la nascita di nuove plantule nate dai semi degli alberi preesistenti o lasciati dopo il taglio ("alberi portasemi" o "riserve"). Una fustaia perciò si rigenera soprattutto per via sessuata o gamica.

La gestione del bosco ad alto fusto, permettendo il taglio solo a intervalli molto distanziati, si addice alle grandi proprietà (che sono perlopiù pubbliche), dove è possibile procedere al taglio a lotti scaglionati nel tempo (assestamento forestale). Nelle piccole proprietà, la necessità di ottenere legname ogni anno spinge il possessore del bosco a una gestione dello stesso a ceduo. 
Inoltre, solitamente, dai cedui si ottiene soprattutto legna da ardere o, soprattutto nel caso del castagno, pali; le fustaie invece forniscono legname da opera di ogni tipo.
In Italia circa un terzo dei boschi sono fustaie e i due terzi cedui; le fustaie sono soprattutto di conifere, di faggio e di castagno mentre tra i cedui prevalgono le querce ed i boschi misti sia collinari che della macchia mediterranea.

### Specie arboree e zone dei boschi in Italia
Le specie arboree presenti nei boschi si diferenziano in base alle seguenti caratteristiche: 
- temperatura: macrofile (alte temperature), mesofile (medie temperature), microfile (basse temperature);
- origine: autoctone (piante che sono proprie del luogo), alloctone (piante importate);
- acqua: idrofile (hanno bisogno di molta acqua, ad esempio pioppi, salici, ontano, ecc.), xerofile (non hanno bisogno di acqua), alofile (hanno bisogno di sale, le piante sulle spiagge), mesofile (situazione media del bisogno d'acqua);
- luce: eliofile (hanno bisogno di luce), sciafile (non hanno bisogno di tanta luce);
- altitudine: le piante si distinguono in base alle seguenti fasce fitoclimatiche: lauretum (va da 0 a 400 m s.l.m., è caratterizzata da specie sempre verdi); castanetum (va da 400 a 800 m s.l.m., la specie che caratterizza questa fascia è il castagno); fagetum (va da 800 a 1600 m s.l.m., la specie che caratterizza questa fascia è il faggio); picetum (va da 1 600 a 2000 m s.l.m., la specie che caratterizza questa fascia è l'abete rosso); alpinetum (va da 2000-2200 m s.l.m. in su, in questa fascia non ci sono alberi ma solo piante erbacee). L'unica specie che possiamo trovare in tutte le fasce fitoclimatiche è il ginepro.

Le specie arboree componenti i boschi italiani si possono dividere in conifere e latifoglie: le prime sono prevalenti in climi freddi alpini ma formano estese foreste anche nei pressi del mare, le latifoglie predominano in tutte le altre località.
Partendo dalle coste i primi boschi che si incontrano sono quelli di pini marittimi (Pinus pinea o pino domestico, Pinus pinaster o pino marino, Pinus halepensis o pino d'Aleppo) che prosperano lungo le coste sabbiose, dietro la fascia dunale. Questi boschi non sono in genere tagliati a causa dello scarso valore del legname ma vengono utilizzati per la raccolta dei pinoli e per fruizione turistica. 
Più nell'entroterra, nell'Italia centromeridionale ed in Liguria, si incontra la tipica macchia mediterranea dominata dal leccio (Quercus ilex), accompagnato dal corbezzolo (Arbutus unedo), la sughera (Quercus suber). I boschi, a prevalenza di leccio, sono quasi uniformemente trattati a ceduo. I querceti caducifogli, che si trovano nella fascia sopra-mediterranea e prealpina, sono composti prevalentemente da roverella (Quercus pubescens), dal cerro (Quercus cerris), dalla farnia (Quercus robur) e dal rovere (Quercus petraea), accompagnati dall'orniello (Fraxinus ornus), dall'acero minore (Acer monspessulanum), i carpini (Ostrya carpinifolia e Carpinus betulus), etc. Questi boschi forniscono eccellente legna da ardere. In questa fascia, soprattutto su terreni a pH acido, sono stati impiantati, fin dal periodo romano, estesi boschi di castagno (Castanea sativa), impiegato per il frutto e per la produzione di legname da costruzione. 
A monte dei castagneti si estende il regno del faggio (Fagus sylvatica, orientativamente tra 600 e 1800 metri di altezza), che forma boschi molto spesso puri ma talvolta misti con l'abete bianco (Abies alba) e, ma solo sulle Alpi, l'abete rosso (Picea abies) e il larice (Larix decidua). Specie intercalari di questi boschi sono costituiti dall'agrifoglio (Ilex aquifolium), l'acero di monte (Acer pseudoplatanus), il tasso (Taxus baccata) e tigli.
Le faggete erano governate a ceduo nel recente passato, ma adesso sono quasi tutte in conversione a fustaia: forniscono un ottimo legname utilizzato nella costruzione di mobili. 
Sulle montagne delle Alpi a quote superiori si trovano boschi puri di conifere delle specie sopra menzionate accompagnate da varie specie di pini (Pinus): pino cembro (Pinus cembra), pino mugo (Pinus mugo), pino nero (Pinus nigra) e pino silvestre (Pinus sylvestris). Ai limiti di queste formazioni sempreverdi boschive, oltre a qualche sporadico cespuglietto, si incontra solo vegetazione erbacea che dà vita a zone prative di pascolo d'alta quota.
- Aghifoglie:
  - Abete Abies:
    - Abete bianco Abies alba Mill. (= Abies pectinata DC.)
    - Abete di Douglas Pseudotsuga menziesii (Mirb.) Franco
    - Abete rosso Picea abies (L.) H.Karst.

  - Cedro Cedrus:
    - Cedro dell'Atlante o Cedro africano Cedrus atlantica Manetti
    - Cedro dell'Himalaya Cedrus deodara Lawson

  - Cipresso Cupressus
  - Ginepro Juniperus
  - Larice Larix
  - Pino Pinus:
    - Pino cembro o Cirmolo Pinus cembra L.
    - Pino d'Aleppo Pinus halepensis Mill.
    - Pino di Villetta Barrea Pinus nigra Arn. var. austriaca Hoess fo. Villetta Barrea
    - Pino domestico Pinus pinea L.
    - Pino laricio di Calabria Pinus nigra Arn. var. laricio Poir. fo. calabrica Loud.
    - Pino laricio di Corsica Pinus nigra Arn. var. laricio Poir. fo. corsicana Loud.
    - Pino marittimo Pinus pinaster
    - Pino montano Pinus mugo
    - Pino nero d'Austria Pinus nigra Arn. var. austriaca Hoess
    - Pino silvestre Pinus sylvestris L.
- Latifoglie:
  - Acero Acer:
    - Acero campestre, Testucchio, Loppo o Oppio Acer campestre L.
    - Acero di monte Acer pseudoplatanus L.

  - Betulla bianca Betula pendula Roth
  - Carpino Carpinus:
    - Carpino bianco Carpinus betulus L.
    - Carpino nero Ostrya carpinifolia Scop.

  - Castagno Castanea
  - Faggio Fagus sylvatica L.
  - Frassino Fraxinus
    - Frassino maggiore Fraxinus excelsior L.
    - Frassino minore, Orniello o Ornello Fraxinus ornus L.

  - Olmo campestre Ulmus minor Mill.
  - Ontano Alnus
    - Ontano bianco Alnus incana Vill.
    - Ontano nero Alnus glutinosa

  - Nocciolo Corylus avellana L.
  - Noce Juglans
  - Pioppo Populus:
    - Pioppo bianco Populus alba L.
    - Pioppo nero Populus nigra
    - Pioppo tremolo Populus tremula

  - Quercia Quercus:
    - Cerro Quercus cerris L.
    - Farnia, Ischia o Quercia gentile Quercus robur L.
    - Leccio o Elce Quercus ilex
    - Rovere Quercus petraea (Mattuschka) Liebl.
    - Roverella Quercus pubescens Willd.
    - Sughera Quercus suber L.

  - Robinia Robinia pseudoacacia L.

## Classificazione
I boschi possono essere classificati in base alle specie che li compongono in:
1. Puri, cioè formati da una sola specie (es.: lariceti di alta montagna); se una specie è presente per il 90%, il bosco si considera puro per convenzione.
2. Misti, cioè formati da più specie differenziate per età delle piante; si distinguono a loro volta in:
  1. Coetanei, formati da piante della stessa età;
  2. Disetanei, formati da piante di età diversa.

Le associazioni vegetali sono poi classificate in base a:
• Clima (vedi Zone fitoclimatiche).
• Statura, valido il parametro di altezza dominante, in quanto con i diradamenti si tagliano le piante più piccole modificandone l'altezza media.
• Distribuzione spaziale (come si dispongono le piante sullo spazio), che può essere regolare colma, regolare scarsa, lacunosa, aggregata o a cespi.
• Tessitura (distribuzione sul piano in base alle classi d'età), che può essere grossolana, media o fine.
• Densità (numero di individui per ettaro).
• Copertura (proiezione delle chiome sul terreno).
• Fertilità: importante parametro dei boschi che tiene conto della statura (l'altezza media degli alberi più alti) e definisce l'attitudine alla produzione e alla rinnovazione. Essa è importante dal punto di vista selvicolturale in quanto influenza le scelte gestionali.

## Funzioni
Il bosco può svolgere diverse funzioni:
- produzione primaria di ossigeno, frutti, legno, resina...;
- protezione dal rischio idrogeologico e da disturbi naturali quali valanghe e frane;
- sviluppo sociale a fini ricreativi, ad esempio l'escursionismo, o educativi;
- risorsa genetica e di biodiversità;
- detossificazione di suolo, aria e acqua.

## Mitologia
I boschi anticamente erano anche luoghi di culto dotati di una certa sacralità, in cui era più facile pervenire a un contatto con la dimensione magica o soprannaturale. Nella religione romana, ad esempio, i boschi erano associati al potere della dea Diana, e caratteristiche simili si ritrovano nelle antiche religioni europee, greca, celtica, baltica.